# سینه‌سرخ بیشه سینه‌حنایی
سینه‌سرخ بیشه سینه‌حنایی (نام علمی: Tarsiger hyperythrus) گونه‌ای از پرندگان تیرهٔ مگس‌گیران جهان قدیم (Muscicapidae) است. در بنگلادش، بوتان، جنوب غربی چین، شمال شرق هند، شمال میانمار و نپال یافت می‌شود. زیستگاه طبیعی آن جنگل‌های معتدل است.

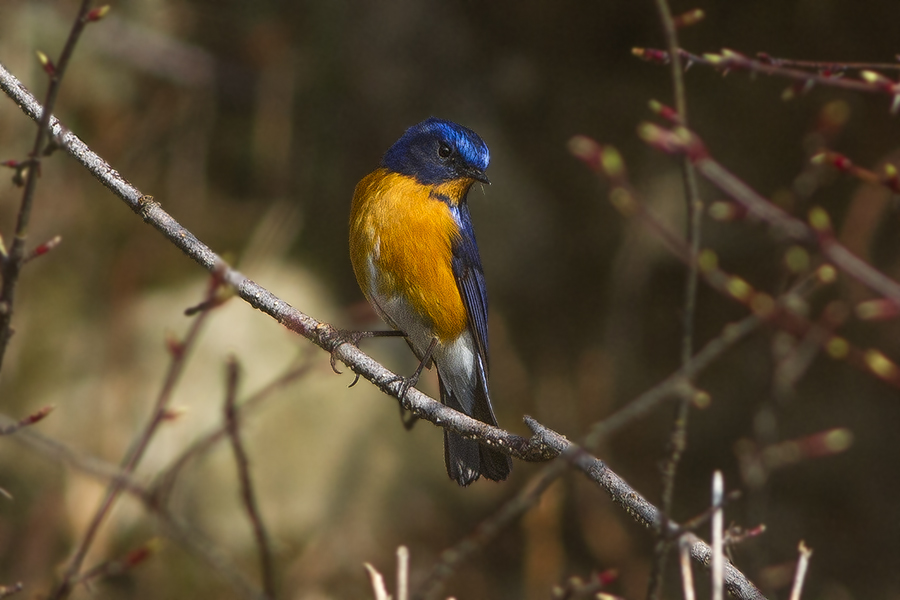
از پناهگاه حیات وحش Pangolakha، شرق سیکیم، هند.